# Gretchen Mol
Gretchen Mol (Deep River, Connecticut, 8 de noviembre de 1972) es una actriz estadounidense. Es conocida por sus papeles en películas como Rounders, Celebrity, 3:10 to Yuma, The Thirteenth Floor y The Notorious Bettie Page, donde interpreta a Bettie Page. En televisión interpretó a Gillian Darmody en la serie Boardwalk Empire.

## Primeros años
Mol nació en Deep River, Connecticut, hija de una artista y profesora y un profesor de secundaria. Asistió a la secundaria con el actor Peter Lockyer, con quien actuó en musicales y obras del instituto. Su hermano, Jim Mol, es director y montajista de cine. Asistió a American Musical and Dramatic Academy y se graduó en el William Esper Studio. Después de una temporada teatral de verano en Vermont, consiguió un trabajo como acomodadora en un cine, el Angelika Film Center, donde trabajó durante un tiempo. Vivía en un apartamento en Hell's Kitchen, Manhattan, cuando un buscatalentos la observó trabajando como encargada del armario en el restaurante Michael's de Nueva York.

## Filmografía

### Cine
- Girl 6 (1996) - Girl #12
- The Funeral (1996) - Helen
- Donnie Brasco (1997) - Novia de Sonny
- The Last Time I Committed Suicide (1997) - Mary Greenway
- The Deli (1997) - Mary
- Too Tired to Die (1998) - Capri
- Music from Another Room (1998) - Anna Swan
- Rounders (1998) - Jo
- New Rose Hotel (1998) - Esposa de Hiroshi
- Celebrity (1998) - Vicky
- Finding Graceland (1998) - Beatrice Gruman
- Bleach (1998) - Gwen
- The Thirteenth Floor (1999) - Jane Fuller/Natasha Molinaro
- Cradle Will Rock (1999) - Marion Davies
- Sweet and Lowdown (1999) - Ellie
- Forever Mine (1999) - Ella Brice
- Just Looking (1999) - Hedy Coletti
- Zoe Loses It (2000) - Amber
- Attraction (2000) - Liz
- Get Carter (2000) - Audrey
- The Shape of Things (2003) - Jenny
- Heavy Put-Away (2004) - Mary
- The Notorious Bettie Page (2005) - Bettie Page
- Puccini for Beginners (2006) - Grace
- The Ten (2007) - Gloria Jennings
- Trainwreck: My Life as an Idiot (2007) - Lynn
- 3:10 to Yuma (2007) - Alice Evans
- An American Affair (2008) - Catherine Caswell
- Tenure (2008) - Elaine Grasso
- Laggies (2014) - Bethany
- True Story (2015) - Karen Hannen
- Anesthesia (2015) - Sarah
- Manchester by the Sea (2016) - Elise
- The Headhunter's Calling (2016) - Elise Jensen
- Millers in Marriage (2025) - Eve Miller[3]

### Televisión
- Dead Man's Walk (1996) - Maggie
- Spin City (1996) - Gwen
- Calm at Sunset, Calm at Dawn (1996) - Emily
- Picnic (2000) - Madge Owens
- The Magnificent Ambersons (2002) - Lucy Morgan
- Girls Club (2002) - Lynne Camden
- Freshening Up (2002) - Janelle
- The Valley of Light (2007) - Eleanor
- The Memory Keeper's Daughter (2008) - Norah Henry
- Life on Mars (2008) - Annie Norris
- Boardwalk Empire (2010-2014) - Gillian Darmody
- Mozart in the Jungle (2015) - Nina
- Chance (2016) - Jaclyn Blackstone
- Nightflyers (2018) - Dra. Agatha Matheson

## Premios

### Satellite Awards
| Año  | Categoría            | Película                  | Resultado | Ref.  |
| ---- | -------------------- | ------------------------- | --------- | ----- |
| 2006 | Mejor actriz - Drama | The Notorious Bettie Page | Candidata | [ 4 ] |